# Tìm kiếm tài năng: Vietnam’s Got Talent
Tìm kiếm tài năng: Vietnam’s Got Talent, thường được biết đến với tên đơn giản hơn là Tìm kiếm tài năng Việt Nam (viết tắt tiếng Anh: VGT), là một chương trình truyền hình tìm kiếm tài năng do Đài Truyền hình Việt Nam và công ty BHD đồng sản xuất, phát sóng trên kênh VTV3 từ năm 2011 đến năm 2016. Chương trình là phiên bản Việt Nam của Britain’s Got Talent do Simon Cowell sáng tạo.
Tìm kiếm tài năng Việt Nam là một hành trình đi dọc đất nước để tìm ra những tài năng ở mọi lĩnh vực, mọi lứa tuổi và giúp họ biến ước mơ của mình thành hiện thực. Tính đến năm 2016, chương trình đã sản xuất được 4 mùa.

## Định dạng
Cấu trúc chương trình như sau.

### Vòng loại toàn quốc
Để tham dự chương trình, thí sinh có thể điền vào mẫu đăng ký dự thi trên trang web chính thức của chương trình hoặc đăng ký thông qua tin nhắn điện thoại. Chương trình sẽ tổ chức các buổi tìm kiếm và tuyển chọn tại các địa điểm khác nhau trên khắp cả nước để chọn ra những tiết mục đặc sắc nhất tham dự vào vòng loại sân khấu cùng ban giám khảo.

### Vòng loại sân khấu
Các thí sinh vượt qua vòng loại tại các địa phương sẽ tập trung tại hai địa điểm chính là Hà Nội và Thành phố Hồ Chí Minh để tham gia vòng loại sân khấu. Tại đây, các thí sinh sẽ trình diễn trực tiếp trước ban giám khảo và khán giả. Cần có sự đồng ý của ít nhất hai trong ba giám khảo để tiết mục của thí sinh được chấp nhận. Trong trường hợp cảm thấy không hài lòng với tiết mục dự thi, giám khảo có quyền nhấn nút đỏ ở trước mặt để phát tín hiệu không đồng ý. Thí sinh nhận được ba nút đỏ của cả ba giám khảo phải dừng biểu diễn ngay lập tức.
Kết thúc vòng loại sân khấu, các giám khảo tiến hành nhóm họp để thảo luận và chọn ra 49 tiết mục được đi tiếp vào vòng bán kết. Kết quả sẽ được giám khảo thông báo cho thí sinh qua điện thoại.

### Vòng bán kết
Các thí sinh được chọn ở vòng loại sân khấu sẽ được chia thành bảy nhóm, tương ứng với bảy đêm bán kết. Lần lượt từng nhóm sẽ trình diễn trực tiếp vào ngày chủ nhật, và khán giả sẽ tham gia bình chọn cho tiết mục yêu thích nhất của mỗi nhóm. Kết quả của từng đêm bán kết sẽ được thông báo trong chương trình công bố kết quả vào thứ ba tuần kế tiếp. Thí sinh có số phiếu bình chọn cao nhất từ khán giả và một thí sinh được ban giám khảo lựa chọn sẽ tiếp tục tham gia vào vòng chung kết, tổng cộng 14 thí sinh giành quyên đi tiếp từ vòng bán kết.

### Vòng chung kết
14 tiết mục vượt qua vòng bán kết tiếp tục chia làm hai đêm diễn, thể thức giống như ở vòng bán kết. Với mỗi đêm chung kết, một tiết mục có số phiếu bình chọn cao nhất và một tiết mục theo lựa chọn của ban giám khảo sẽ lọt vào đêm gala.

### Gala trao giải
Bốn tiết mục chiến thắng tại vòng chung kết sẽ được công bố trong đêm gala chung kết và trao giải. Những người chiến thắng sau đó sẽ tiếp tục trình diễn một tiết mục cuối cùng và khán giả sẽ quyết định người/nhóm chiến thắng chung cuộc bằng cách bình chọn trực tiếp cho tiết mục mà họ yêu thích. Thí sinh giành chiến thắng vào cuối đêm diễn sẽ nhận được giải thưởng trị giá 400 triệu đồng.

## Tổng quan các mùa
| Mùa | Mùa | Số tập | Số tập | Phát sóng gốc        | Phát sóng gốc       | Quán quân                        | Á quân               | Top 4                                    | TK  |
| Mùa | Mùa | Số tập | Số tập | Phát sóng lần đầu    | Phát sóng lần cuối  | Quán quân                        | Á quân               | Top 4                                    | TK  |
| --- | --- | ------ | ------ | -------------------- | ------------------- | -------------------------------- | -------------------- | ---------------------------------------- | --- |
|     | 1   | 20     | 20     | 18 tháng 12 năm 2011 | 6 tháng 5 năm 2012  | Nguyễn Đăng Quân & Trần Bảo Ngọc | Nguyễn Hương Thảo    | Vũ Song Vũ Võ Trọng Phúc                 | TBA |
|     | 2   | 25     | 25     | 2 tháng 12 năm 2012  | 26 tháng 5 năm 2013 | Trần Hữu Kiên                    | Nhóm Hoa Mẫu Đơn     | Cao Hà Đức Anh Nguyễn Kiều Anh           | TBA |
|     | 3   | 26     | 26     | 28 tháng 9 năm 2014  | 5 tháng 4 năm 2015  | Nguyễn Đức Vĩnh                  | Ngô Phương Bích Ngọc | Gia Linh - Gia Bảo Nhóm Chuồn Chuồn Giấy | TBA |
|     | 4   | 18     | 18     | 1 tháng 1 năm 2016   | 13 tháng 5 năm 2016 | Nguyễn Trọng Nhân                | Đỗ Trung Lương       | Nhóm 218 Quỳnh Anh                       | TBA |

## Các mùa

### Mùa 1
Mùa đầu tiên của Tìm kiếm tài năng – Vietnam's Got Talent bắt đầu từ ngày 21 tháng 8 năm 2011 đến ngày 6 tháng 5 năm 2012. Quán quân của mùa này là cặp nhảy Đăng Quân (12 tuổi) và Bảo Ngọc (7 tuổi), vượt qua thí sinh hát nhạc kịch Nguyễn Hương Thảo.

### Mùa 2
Nhà vô địch mùa 2 của Tìm kiếm tài năng – Vietnam's Got Talent là Trần Hữu Kiên, một luật sư tập sự. Trong đêm Gala, anh đã trình diễn bài hát "Hà Nội niềm tin và hy vọng".

### Mùa 3
Nhà vô địch của mùa thứ 3 Tìm kiếm tài năng – Vietnam's Got Talent là Nguyễn Đức Vĩnh (8 tuổi). Trong đêm Gala, Đức Vĩnh đã trình diễn tiết mục tuồng "Ông già cõng vợ đi xem hội".

### Mùa 4
Nhà vô địch của mùa thứ 4 Tìm kiếm tài năng – Vietnam's Got Talent là Nguyễn Trọng Nhân (9 tuổi). Trong đêm Gala, Trọng Nhân đã trình diễn tiết mục vừa chơi trống vừa hát bài "Ngọn lửa cao nguyên".

## Phát sóng
Tìm kiếm tài năng Việt Nam lên sóng tập đầu tiên vào ngày 18 tháng 12 năm 2011 trên kênh VTV3. Trong ba mùa đầu tiên, chương trình được phát sóng vào lúc 20:00 chủ nhật hàng tuần. Ở mùa thứ tư, chương trình chuyển sang phát sóng vào lúc 21:10 thứ sáu hàng tuần.
Vào ngày 22 tháng 1 năm 2012, một tập của chương trình đã tạm hoãn phát sóng để dành thời lượng phát sóng các chương trình đặc biệt đón giao thừa Âm lịch 2012 của VTV. Nhiều tập phát sóng của Vietnam's Got Talent trong các dịp Tết Nguyên Đán từ năm 2013 đến năm 2016 cũng được dời lại vì lý do tương tự.

## Tranh cãi và sự cố nổi bật

### Thí sinh uống nhầm axit
Trong đêm bán kết mùa 3 trực tiếp tối 11 tháng 1 năm 2015, thí sinh Trần Tấn Phát gặp sự cố trong màn ảo thuật đoán bốn cốc nước thường lẫn giữa một cốc axit có màu sắc giống hệt. Tấn Phát lần lượt chọn các cốc để uống. Sau cốc đầu an toàn, đến cốc thứ hai, ngay khi nhấp môi, thí sinh lập tức đặt cốc xuống bàn và cúi xuống nhổ ra. Mặt anh nhanh chóng biến sắc, nhưng vẫn cố gắng diễn hết tiết mục. Nam thí sinh liên tục bặm môi và cúi đầu trong lúc MC Thanh Vân phỏng vấn giám khảo. Ban giám khảo tỏ ra hoang mang vì không hiểu đó là sự cố hay là một thủ thuật trong màn diễn.